# Рейс 714 в Сидней
«Рейс 714 в Сидней» (фр. Vol 714 pour Sydney) — двадцать второй альбом из серии «Приключения Тинтина» бельгийского карикатуриста Эрже.
Комикс публиковался еженедельно в бельгийском журнале Tintin с 27 сентября 1966 года по 28 ноября 1967 года, а затем был опубликован в сборнике Casterman в 1968 году.
Сюжет рассказывает о молодом репортёре Тинтине, собаке Милу и его друзьях капитане Хэддоке и профессоре Турнесоле, которые отправляются на отдых в Сидней, однако они оказались втянутыми в заговор Растопопулуса, злейшего врага Тинтина.